# Dennis Forsman
Dennis Forsman, född 15 december 1995, är en svensk friidrottare, en sprinter som tävlar för Hässelby SK. Från år 2013 och framåt har han vunnit ett antal SM-medaljer på 400 meter individuellt samt i stafett 4 x 400 meter.

## Karriär
Vid inomhus-EM i Göteborg år 2013 deltog Forsman tillsammans med Nil de Oliveira, Johan Wissman och Felix Francois i det svenska stafettlaget på 4x400 meter som slogs ut i försöken. I juli samma år deltog han på 400 meter vid junior-EM i Rieti, Italien där han satte nytt personligt rekord med 47,15 i försöken men sedan slogs ut i semifinalen (47,59).
Under 2018 fick Forsman representera Sverige på EM i Berlin då han (tillsammans med Carl Bengtström, Erik Martinsson, och Joel Groth) sprang i stafettlaget på 4 x 400 meter. Laget blev dock diskvalificerat i sitt försöksheat efter strul med ena växlingen.

## Personliga rekord
| Utomhus - 100 meter – 10,73 (Västerås, Sverige 9 augusti 2013) - 200 meter – 21,25 (Eskilstuna, Sverige 26 augusti 2018) - 400 meter – 47,15 (Rieti, Italien 18 juli 2013) | Inomhus - 60 meter – 7,07 (Malmö, Sverige 25 januari 2014) - 200 meter – 21,59 (Rud, Norge 10 februari 2019) - 300 meter – 34,25 (Neskollen, Norge 26 januari 2019) - 400 meter – 47,53 (Göteborg, Sverige 1 februari 2014) - 600 meter – 1:22,50 (Göteborg, Sverige 17 december 2016) |

### Fotnoter
1. ↑  ”Stora SM 2013, dag 3”. trackandfield.se. Arkiverad från originalet den 3 september 2013. https://web.archive.org/web/20130903075045/http://www.trackandfield.se/resultat/2013/130831.htm. Läst 2 september 2013.
2. ↑  ”Stafett-SM 2013”. huddinge-friidrott.org. Arkiverad från originalet den 4 mars 2016. https://web.archive.org/web/20160304222253/http://www.huddinge-friidrott.org/tavlingar/13/stafettsm/resultat.htm. Läst 29 maj 2013.
3. ↑  ”Stora SM 2014, dag 2” (htm). trackandfield.se. http://www.trackandfield.se/resultat/2014/140802.htm. Läst 21 oktober 2014.
4. ↑  ”Stafett-SM 2014” (pdf). idrottonline.se. Arkiverad från originalet den 2 april 2015. https://web.archive.org/web/20150402184643/http://www3.idrottonline.se/ImageVaultFiles/id_595198/cf_69694/resultat2014-05-27_2.PDF. Läst 25 mars 2015.
5. ↑  ”Stora SM 2015, dag 2”. trackandfield.se. http://www.trackandfield.se/resultat/2015/150808.htm. Läst 31 oktober 2015.
6. ↑  ”Stafett-SM 2015”. smfriidrott.com. Arkiverad från originalet den 24 november 2015. https://web.archive.org/web/20151124055051/http://www.smfriidrott.com/tavling/stafett-sm-2015/resultat. Läst 31 oktober 2015.
7. ↑  ”Stora SM 2016”. Arkiverad från originalet den 23 augusti 2017. https://web.archive.org/web/20170823210252/http://212.247.216.72/friidrott/sm16/Resultat.php. Läst 1 november 2016.
8. ↑  ”Stafett-SM 2016”. trackandfield.se. http://www.trackandfield.se/resultat/2016/160528.htm. Läst 1 november 2016.
9. ↑  ”Stafett-SM 2017”. mai.se. http://mai.se/download/Resultatlista_Stafett-SM-2017.pdf. Läst 25 augusti 2017.
10. ↑  ”Stora SM 2018”. http://www.trackandfield.se/resultat/2018/180824.htm. Läst 5 september 2018.
11. ↑  ”Stafett-SM 2018-05-26/27”. trackandfield.se. http://trackandfield.se/resultat/2018/180526_27.htm. Läst 5 september 2018.
12. ↑  ”Stora inne-SM 2013, resultat”. trackandfield.se. http://www.trackandfield.se/Resultat/2013/130215.htm. Läst 18 februari 2013.
13. ↑  ”Stora inne-SM 2014 dag 2, resultat”. trackandfield.se. http://www.trackandfield.se/resultat/2014/140223.htm. Läst 29 januari 2015.
14. ↑  ”ISM i friidrott - Växjö 25-26 februari 2017”. telekonsultarena.se. Arkiverad från originalet den 3 september 2017. https://web.archive.org/web/20170903123052/http://telekonsultarena.se/resultat/ISM17/Resultat.php. Läst 7 mars 2017.
15. ↑  ”Inomhus-SM 2019”. liveresults.se. https://liveresults.se/competition/inomhus-sm-2019?tab=results. Läst 17 februari 2019.
16. 1 2 3 4 5 6 7 8 9  ”Personsida hos IAAF” (på engelska). iaaf.org. https://www.iaaf.org/athletes/sweden/dennis-forsman-279965. Läst 26 november 2019.
17. ↑  ”European Athletics Indoor Championships - Göteborg 2013” (på engelska). european-athletics.org. http://www.european-athletics.org/competitions/european-athletics-indoor-championships/history/year=2013/results/index.html#. Läst 23 augusti 2017.
18. ↑  ”European Athletics U20 Championships - Rieti 2013” (på engelska). european-athletics.org. http://www.european-athletics.org/competitions/european-athletics-u20-championships/history/year=2013/results/index.html. Läst 30 oktober 2017.
19. ↑  ”European Athletics Championships - Berlin 2018” (på engelska). european-athletics.org. https://www.european-athletics.org/competitions/european-athletics-championships/history/year=2018/results/index.html. Läst 3 oktober 2019.
20. ↑  Jonas Hedman (10 augusti 2018). ”EM5: Hårt fall för 4x400-killarna”. friidrott.se. Arkiverad från originalet den 27 augusti 2021. https://web.archive.org/web/20210827145742/https://arkiv.friidrott.se/nyheter.aspx?id=22483. Läst 3 oktober 2019.
21. 1 2 3 4 5 6  ”Personsida på European Athletics' webbplats” (på engelska). european-athletics.org. http://www.european-athletics.org/athletes/group=f/athlete=148389-forsman-dennis/index.html. Läst 26 november 2019.